# سوباش شاندرا نيموانج
سوباس شاندرا نمبانج (ليمبو) ( (بالنيبالية: सुवासचन्द्र नेम्वाङ (लिम्बु))‏ ولد 11 مارس 1953 في سانتالبري بالنيبال وكان سياسيًا نيباليًا وشغل منصب رئيس الجمعية التأسيسية النيبالية . وكان أول رئيس منتخب لاتحاد الطلاب الأحرار في حرم ماهيندرا راتنا في ايلام ، كما تم انتخابه أمينًا عامًا لنقابة المحامين النيبالية في عام 1987. وفي فيفري 2023، تم اختياره كمرشح الحزب الشيوعي النيبالي-UML للانتخابات الرئاسية النيبالية لكنه خسر أمام رام شاندرا بوديل من المؤنمر النيبالي . توفي يوم الثلاثاء 12 سبتمبر 2023 إثر أزمة قلبية.

## الجوائز
- جوائز سامبيدان سابها [5]
- جوائز راستريا غوراف [5]

## أنظر أيضا
- سوشيل كويرالا
- سوريا بهادور ثابا
- لوكيندرا بهادور تشاند
- جيريجا براساد كويرالا
- براشاندا
- بابورام بهاتاراي
- جالا ناث خانال